# لایون ماونتن (نیویورک)
لایون ماونتن (به انگلیسی: Lyon Mountain) یک منطقهٔ مسکونی در ایالات متحده آمریکا است که در شهرستان کلینتون، نیویورک واقع شده‌است. لایون ماونتن ۲۶٫۳ کیلومتر مربع مساحت و ۴۲۳ نفر جمعیت دارد و ۵۴۸ متر بالاتر از سطح دریا واقع شده‌است.